# Clark Street Tunnel
Le Clark Street Tunnel est un tunnel ferroviaire qui fait partie de l'IRT Broadway-Seventh Avenue Line du métro de New York. Il permet actuellement aux métros 2 et 3 de rejoindre Brooklyn depuis la station de Wall Street dans le Financial District en passant sous l'East River.

## Histoire
Le Clark Street Tunnel est mis en service le 15 avril 1919 et permit d'améliorer le trafic sur l'IRT Lexington Avenue Line qui possédait le seul tunnel ferroviaire entre Manhattan et Brooklyn depuis l'ouverture du Joralemon Street Tunnel en 1908. Il mesure environ 1,8 km dont environ 950 mètres sont situés sous l'eau.
La construction du tunnel débuta le 12 octobre 1914, avec l'emploi conjoint d'un bouclier de forage et d'air comprimé. L'ingénieur américain Clifford Milburn Holland, qui fut à l'origine de la construction de plusieurs tunnels ferroviaires et routiers (dont le Holland Tunnel) était l'ingénieur chargé du projet,. Le tube nord fut achevé le 28 novembre 1916.
Le 28 décembre 1990, un feu électrique se déclara dans le tunnel, emprisonnant les passagers d'une rame pendant plus d'une demi-heure. Deux personnes perdirent la vie, et 149 voyageurs furent blessés.
En 2012, le tunnel est gravement endommagé par l'Ouragan Sandy, du fait de son inondation par de l'eau salée qui a nécessité six jours pour son évacuation. Les effets corrosifs du sel rend nécessaire le remplacement des câbles : plus de 30 000 m en cuivre pour les communications, plus de 16 000 m de fibre optique, plus de 8 000 m pour les communications radio et plus de 9 000 m pour la signalisation. Il faut également, reprendre les voies, des défauts dans la structure et la reprise de la salle des pompes, avec notamment la mise en hauteur des commandes. Après près de six mois de chantier, avec arrêt des circulations, le tunnel est rouvert à la fin du mois de juin 2018.

Le tunnel durant le chantier de 2018
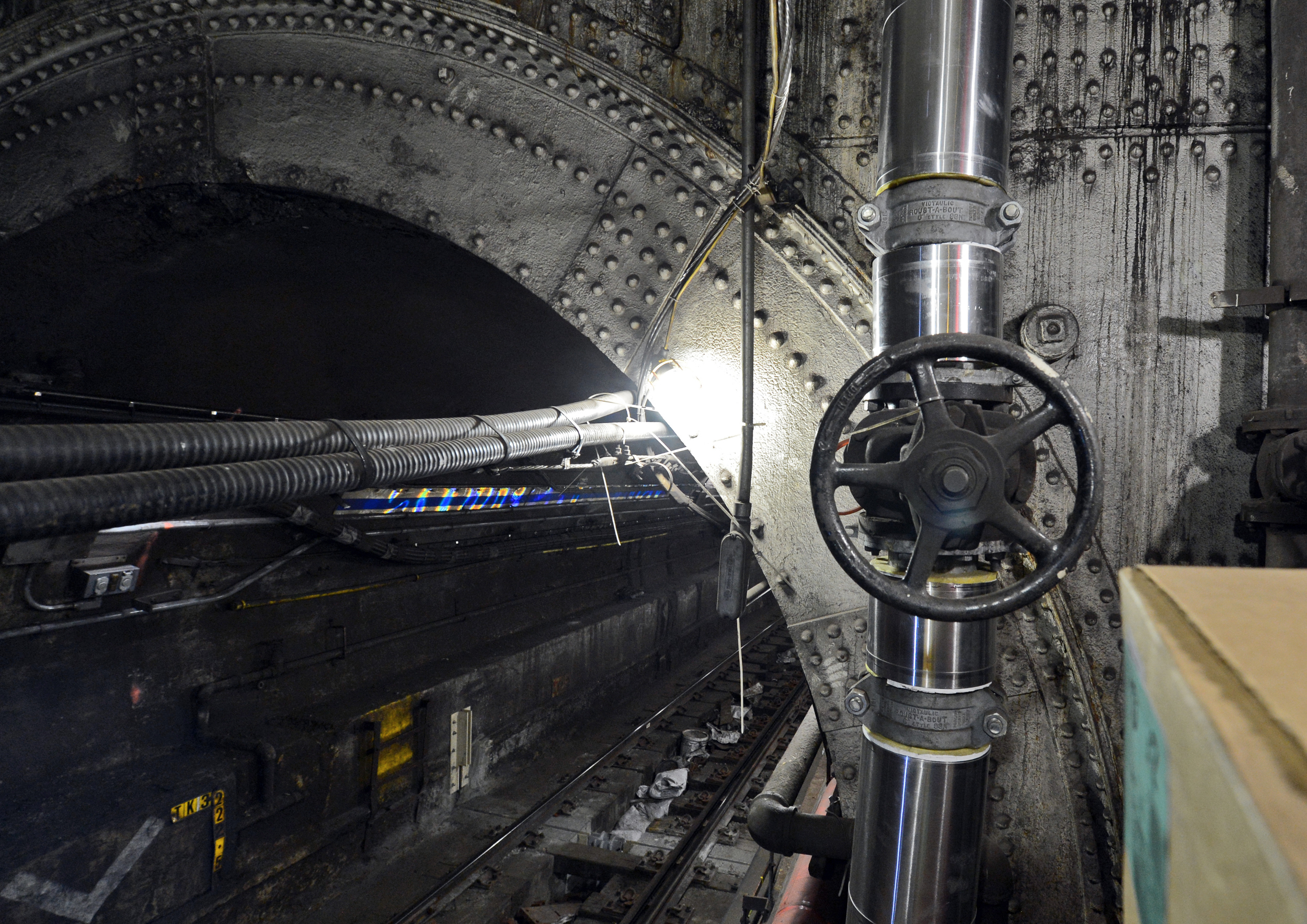
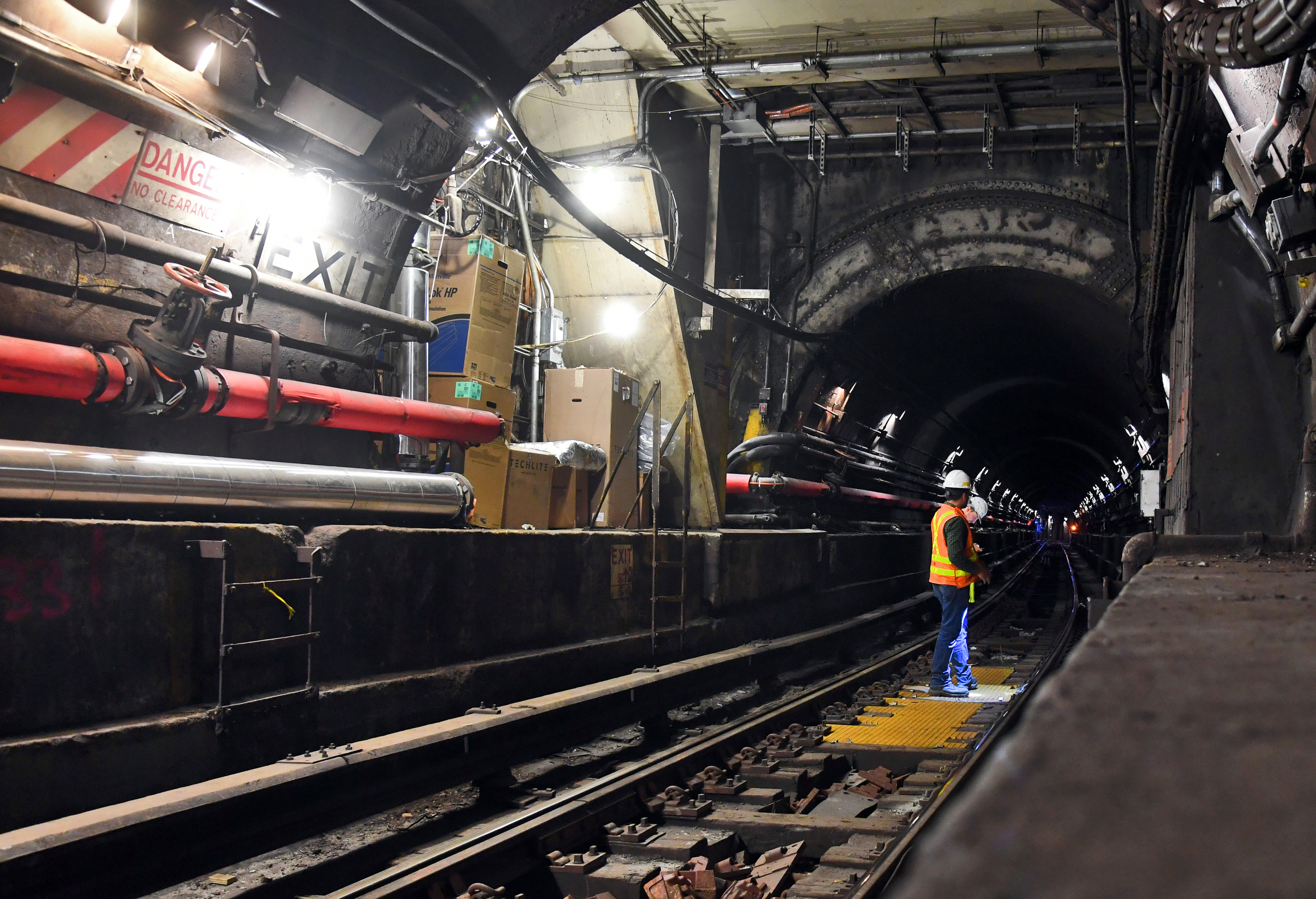
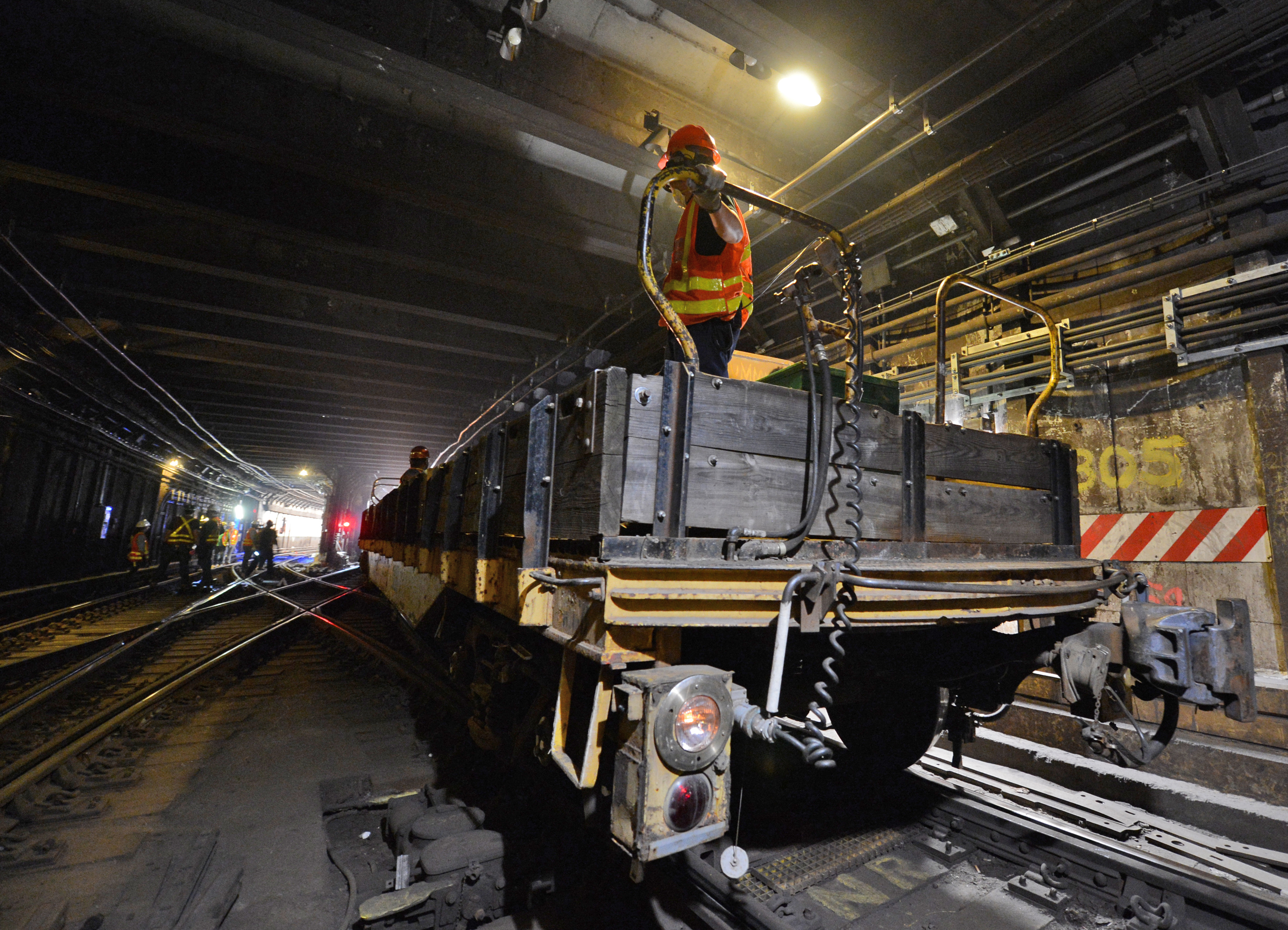